# Liste der Nummer-eins-Hits in Portugal (2024)
Diese Liste der Nummer-eins-Hits in Portugal im Jahr 2024 basiert auf den offiziellen Singlecharts (Top 100 Singles) und Albumcharts (Top 50 Artistas) der Associação Fonográfica Portuguesa (AFP), der portugiesischen Landesgruppe der IFPI.

## Singles
| ← 2023 ← | Liste der Nummer-eins-Hits in Portugal | Liste der Nummer-eins-Hits in Portugal               | Liste der Nummer-eins-Hits in Portugal | 2025 →                    |
| \| Zeitraum \| Wo. ges. \| Interpret \| Titel Autor(en) \| Zusätzliche Informationen \| \| (Zeitraum, Wochen auf Platz eins, Interpret, Titel, Autor[en], zusätzliche Informationen) \| \| \| \| \| \| ----------------------------------------------------------------------------------------- \| -------- \| ---------------------------------------------------- \| ------------------------------------------------------------------------------------------------------------------------------------------------------------------------------------------------------------------------------------ \| ------------------------- \| \| 1.–6. Woche 6 Wochen (insgesamt 9) \| 9 \| Slow J \| Tata João Batista Coelho \| – \| \| 7. Woche 1 Woche \| 1 \| Pedro Sampaio \| Pocpoc Carolina Marcilio, Elana Dara, Pedro Sampaio, Rafael Silva de Queiroz \| – \| \| 8.–9. Woche 2 Wochen (insgesamt 3) \| 3 \| Dillaz feat. Plutonio \| Alô André Chapelas, João Ricardo Azevedo Colaço, Fumaxa, Xicão, Joao Camarneiro, Daus \| – \| \| 10.–12. Woche 3 Wochen \| 3 \| Dillaz \| Habibi André Chapelas \| – \| \| 13. Woche 1 Woche (insgesamt 3) \| 3 \| Dillaz feat. Plutonio \| Alô André Chapelas, João Ricardo Azevedo Colaço, Fumaxa, Xicão, Joao Camarneiro, Daus \| – \| \| 14. Woche 1 Woche \| 1 \| Benson Boone \| Beautiful Things Benson James Boone, Evan Robert Eliiot Blair, Jackson Lafrantz Larsen \| – \| \| 15.–20. Woche 6 Wochen \| 6 \| Mizzy Miles feat. Van Zee & Bispo \| Bênção Musik: Mizzy Miles, Philipp Riebenstahl; Text: Pedro Miguel Cacheiro Bispo, Sebastião Sales Caldeira \| – \| \| 21. Woche 1 Woche \| 1 \| Billie Eilish \| Lunch Finneas Baird O’Connell, Billie Eilish O’Connell \| – \| \| 22.–24. Woche 3 Wochen \| 3 \| DJ Topo & MC Leozin feat. Seu Jorge \| MTG – Quem não quer sou eu Adriano Trindade, Gabriel de Moura Passos, Jorge Mário da Silva \| – \| \| 25.–29. Woche 5 Wochen \| 5 \| Luísa Sonza feat. Kayblack \| Sagrado profano Douglas Justo Lourenço Moda, Luísa Gerloff Sonza, Rosario Peter Lenzo IV, Carolina Marcilio, Jennifer Mosello, Ariana Wong, Jahnei Julian Clarke, Jonathan Asperil, Kaique de Queiroz Pedro Menezes \| – \| \| 30.–31. Woche 2 Wochen \| 2 \| Sevdaliza feat. Pabllo Vittar & Yseult \| Alibi Rodrigo Pereira Vilela Antunes, Geovane Lucas da Silva Aranha, Phabullo Rodrigues da Silva, Sevda Alizadeh, Reynard K. Bargmann, Summer Disbray, Eyelar Mirzazadeh, Mathias F. Janmaat, William Douglas Burr Knox, Sean Yseult \| – \| \| 32.–34. Woche 3 Wochen \| 3 \| Adam Port & Stryv feat. Keinemusik, Orso & Malachiii \| Move Adam Polaszek, Hamid Bashir, Malachi Kalin Cohen \| – \| \| 35.–36. Woche 2 Wochen \| 2 \| Karol G \| Si antes te hubiera conocido Alejandro Ramírez Suarez, Edgar Barrera, Carolina Giraldo Navarro, Andrés Jael Correa Rios \| – \| \| 37. Woche 1 Woche \| 1 \| Linkin Park \| The Emptiness Machine Bradford Philip Delson, David Michael Farrell, Joseph Hahn, Michael Kenji Shinoda, Emily Marcia Armstrong, Colin Brittain \| – \| \| 38.–44. Woche 7 Wochen \| 7 \| Lady Gaga & Bruno Mars \| Die with a Smile Andrew Wotman, Dernst Emile, James Edward Fauntleroy II, Stefani Joanne Angelina Germanotta, Peter Gene Hernandez \| – \| \| 45. Woche 1 Woche \| 1 \| The Weeknd feat. Anitta \| São Paulo Abel Tesfaye, Larissa De Macedo Machado, Michael George Dean, Everton Ramos de Araujo \| – \| \| 46.–51. Woche 6 Wochen \| 6 \| Plutonio \| Interestelar João Ricardo Azevedo Colaço \| – \| \| 52. Woche 1 Woche (insgesamt 5) \| 5 \| Mariah Carey \| All I Want for Christmas Is You Walter N. Afanasieff, Mariah Carey \| – \| |                                        |                                                      | |                           |
| ← 2023 |                                        |                                                      | | → 2025 →                  |
| Zeitraum | Wo. ges.                               | Interpret                                            | Titel Autor(en) | Zusätzliche Informationen |
| (Zeitraum, Wochen auf Platz eins, Interpret, Titel, Autor[en], zusätzliche Informationen) |                                        |                                                      | |                           |
| 1.–6. Woche 6 Wochen (insgesamt 9) | 9                                      | Slow J                                               | Tata João Batista Coelho | –                         |
| 7. Woche 1 Woche | 1                                      | Pedro Sampaio                                        | Pocpoc Carolina Marcilio, Elana Dara, Pedro Sampaio, Rafael Silva de Queiroz | –                         |
| 8.–9. Woche 2 Wochen (insgesamt 3) | 3                                      | Dillaz feat. Plutonio                                | Alô André Chapelas, João Ricardo Azevedo Colaço, Fumaxa, Xicão, Joao Camarneiro, Daus | –                         |
| 10.–12. Woche 3 Wochen | 3                                      | Dillaz                                               | Habibi André Chapelas | –                         |
| 13. Woche 1 Woche (insgesamt 3) | 3                                      | Dillaz feat. Plutonio                                | Alô André Chapelas, João Ricardo Azevedo Colaço, Fumaxa, Xicão, Joao Camarneiro, Daus | –                         |
| 14. Woche 1 Woche | 1                                      | Benson Boone                                         | Beautiful Things Benson James Boone, Evan Robert Eliiot Blair, Jackson Lafrantz Larsen | –                         |
| 15.–20. Woche 6 Wochen | 6                                      | Mizzy Miles feat. Van Zee & Bispo                    | Bênção Musik: Mizzy Miles, Philipp Riebenstahl; Text: Pedro Miguel Cacheiro Bispo, Sebastião Sales Caldeira | –                         |
| 21. Woche 1 Woche | 1                                      | Billie Eilish                                        | Lunch Finneas Baird O’Connell, Billie Eilish O’Connell | –                         |
| 22.–24. Woche 3 Wochen | 3                                      | DJ Topo & MC Leozin feat. Seu Jorge                  | MTG – Quem não quer sou eu Adriano Trindade, Gabriel de Moura Passos, Jorge Mário da Silva | –                         |
| 25.–29. Woche 5 Wochen | 5                                      | Luísa Sonza feat. Kayblack                           | Sagrado profano Douglas Justo Lourenço Moda, Luísa Gerloff Sonza, Rosario Peter Lenzo IV, Carolina Marcilio, Jennifer Mosello, Ariana Wong, Jahnei Julian Clarke, Jonathan Asperil, Kaique de Queiroz Pedro Menezes                  | –                         |
| 30.–31. Woche 2 Wochen | 2                                      | Sevdaliza feat. Pabllo Vittar & Yseult               | Alibi Rodrigo Pereira Vilela Antunes, Geovane Lucas da Silva Aranha, Phabullo Rodrigues da Silva, Sevda Alizadeh, Reynard K. Bargmann, Summer Disbray, Eyelar Mirzazadeh, Mathias F. Janmaat, William Douglas Burr Knox, Sean Yseult | –                         |
| 32.–34. Woche 3 Wochen | 3                                      | Adam Port & Stryv feat. Keinemusik, Orso & Malachiii | Move Adam Polaszek, Hamid Bashir, Malachi Kalin Cohen | –                         |
| 35.–36. Woche 2 Wochen | 2                                      | Karol G                                              | Si antes te hubiera conocido Alejandro Ramírez Suarez, Edgar Barrera, Carolina Giraldo Navarro, Andrés Jael Correa Rios | –                         |
| 37. Woche 1 Woche | 1                                      | Linkin Park                                          | The Emptiness Machine Bradford Philip Delson, David Michael Farrell, Joseph Hahn, Michael Kenji Shinoda, Emily Marcia Armstrong, Colin Brittain                                                                                      | –                         |
| 38.–44. Woche 7 Wochen | 7                                      | Lady Gaga & Bruno Mars                               | Die with a Smile Andrew Wotman, Dernst Emile, James Edward Fauntleroy II, Stefani Joanne Angelina Germanotta, Peter Gene Hernandez                                                                                                   | –                         |
| 45. Woche 1 Woche | 1                                      | The Weeknd feat. Anitta                              | São Paulo Abel Tesfaye, Larissa De Macedo Machado, Michael George Dean, Everton Ramos de Araujo | –                         |
| 46.–51. Woche 6 Wochen | 6                                      | Plutonio                                             | Interestelar João Ricardo Azevedo Colaço | –                         |
| 52. Woche 1 Woche (insgesamt 5) | 5                                      | Mariah Carey                                         | All I Want for Christmas Is You Walter N. Afanasieff, Mariah Carey | –                         |

## Alben
| ← 2023 ← | Liste der Nummer-eins-Hits in Portugal | Liste der Nummer-eins-Hits in Portugal | Liste der Nummer-eins-Hits in Portugal | 2025 →                    |
| \| Zeitraum \| Wo. ges. \| Interpret \| Titel \| Zusätzliche Informationen \| \| (Zeitraum, Wochen auf Platz eins, Interpret, Titel, zusätzliche Informationen) \| \| \| \| \| \| ------------------------------------------------------------------------------ \| -------- \| -------------------------- \| ----------------------------- \| ------------------------- \| \| 47. Woche 2023 – 3. Woche 2024 9 Wochen (insgesamt 10) \| 10 \| Taylor Swift \| 1989 (Taylor’s Version) \| – \| \| 4.–6. Woche 3 Wochen \| 3 \| Slow J \| Afro fado \| – \| \| 7. Woche 1 Woche \| 1 \| Kanye West & Ty Dolla Sign \| Vultures 1 \| – \| \| 8.–10. Woche 3 Wochen (insgesamt 7) \| 7 \| Dillaz \| O própio \| – \| \| 11. Woche 1 Woche \| 1 \| Ariana Grande \| Eternal Sunshine \| – \| \| 12.–13. Woche 2 Wochen (insgesamt 7) \| 7 \| Dillaz \| O própio \| – \| \| 14. Woche 1 Woche \| 1 \| Beyoncé \| Cowboy Carter \| – \| \| 15.–16. Woche 2 Wochen (insgesamt 7) \| 7 \| Dillaz \| O própio \| – \| \| 17.–18. Woche 2 Wochen (insgesamt 4) \| 4 \| Taylor Swift \| The Tortured Poets Department \| – \| \| 19. Woche 1 Woche \| 1 \| Dua Lipa \| Radical Optimism \| – \| \| 20. Woche 1 Woche (insgesamt 4) \| 4 \| Taylor Swift \| The Tortured Poets Department \| – \| \| 21.–29. Woche 9 Wochen (insgesamt 12) \| 12 \| Billie Eilish \| Hit Me Hard and Soft \| – \| \| 30. Woche 1 Woche (insgesamt 2) \| 2 \| Stray Kids \| Ate \| – \| \| 31.–32. Woche 2 Wochen (insgesamt 12) \| 12 \| Billie Eilish \| Hit Me Hard and Soft \| – \| \| 33. Woche 1 Woche (insgesamt 2) \| 2 \| Stray Kids \| Ate \| – \| \| 34. Woche 1 Woche (insgesamt 12) \| 12 \| Billie Eilish \| Hit Me Hard and Soft \| – \| \| 35.–36. Woche 2 Wochen (insgesamt 5) \| 5 \| Sabrina Carpenter \| Short n’ Sweet \| – \| \| 37. Woche 1 Woche \| 1 \| David Gilmour \| Luck and Strange \| – \| \| 38.–39. Woche 2 Wochen \| 2 \| Matuê \| 333 \| – \| \| 40. Woche 1 Woche (insgesamt 5) \| 5 \| Sabrina Carpenter \| Short n’ Sweet \| – \| \| 41. Woche 1 Woche \| 1 \| Coldplay \| Moon Music \| – \| \| 42.–43. Woche 2 Wochen (insgesamt 5) \| 5 \| Sabrina Carpenter \| Short n’ Sweet \| – \| \| 44. Woche 1 Woche \| 1 \| Tyler, the Creator \| Chromakopia \| – \| \| 45. Woche 1 Woche \| 1 \| The Cure \| Songs of a Lost World \| – \| \| 46. Woche 1 Woche (insgesamt 13) \| 13 \| Plutonio \| Carta de alforria \| – \| \| 47. Woche 1 Woche \| 1 \| Linkin Park \| From Zero \| – \| \| 48.–49. Woche 2 Wochen (insgesamt 13) \| 13 \| Plutonio \| Carta de alforria \| – \| \| 50. Woche 1 Woche (insgesamt 4) \| 4 \| Taylor Swift \| The Tortured Poets Department \| – \| \| 51. Woche 1 Woche \| 1 \| Stray Kids \| Hop \| – \| \| 52. Woche 2023 – 2. Woche 2024 3 Wochen (insgesamt 13) \| 13 \| Plutonio \| Carta de alforria \| – \| |                                        |                                        |                                        |                           |
| ← 2023 |                                        |                                        |                                        | → 2025 →                  |
| Zeitraum | Wo. ges.                               | Interpret                              | Titel                                  | Zusätzliche Informationen |
| (Zeitraum, Wochen auf Platz eins, Interpret, Titel, zusätzliche Informationen) |                                        |                                        |                                        |                           |
| 47. Woche 2023 – 3. Woche 2024 9 Wochen (insgesamt 10) | 10                                     | Taylor Swift                           | 1989 (Taylor’s Version)                | –                         |
| 4.–6. Woche 3 Wochen | 3                                      | Slow J                                 | Afro fado                              | –                         |
| 7. Woche 1 Woche | 1                                      | Kanye West & Ty Dolla Sign             | Vultures 1                             | –                         |
| 8.–10. Woche 3 Wochen (insgesamt 7) | 7                                      | Dillaz                                 | O própio                               | –                         |
| 11. Woche 1 Woche | 1                                      | Ariana Grande                          | Eternal Sunshine                       | –                         |
| 12.–13. Woche 2 Wochen (insgesamt 7) | 7                                      | Dillaz                                 | O própio                               | –                         |
| 14. Woche 1 Woche | 1                                      | Beyoncé                                | Cowboy Carter                          | –                         |
| 15.–16. Woche 2 Wochen (insgesamt 7) | 7                                      | Dillaz                                 | O própio                               | –                         |
| 17.–18. Woche 2 Wochen (insgesamt 4) | 4                                      | Taylor Swift                           | The Tortured Poets Department          | –                         |
| 19. Woche 1 Woche | 1                                      | Dua Lipa                               | Radical Optimism                       | –                         |
| 20. Woche 1 Woche (insgesamt 4) | 4                                      | Taylor Swift                           | The Tortured Poets Department          | –                         |
| 21.–29. Woche 9 Wochen (insgesamt 12) | 12                                     | Billie Eilish                          | Hit Me Hard and Soft                   | –                         |
| 30. Woche 1 Woche (insgesamt 2) | 2                                      | Stray Kids                             | Ate                                    | –                         |
| 31.–32. Woche 2 Wochen (insgesamt 12) | 12                                     | Billie Eilish                          | Hit Me Hard and Soft                   | –                         |
| 33. Woche 1 Woche (insgesamt 2) | 2                                      | Stray Kids                             | Ate                                    | –                         |
| 34. Woche 1 Woche (insgesamt 12) | 12                                     | Billie Eilish                          | Hit Me Hard and Soft                   | –                         |
| 35.–36. Woche 2 Wochen (insgesamt 5) | 5                                      | Sabrina Carpenter                      | Short n’ Sweet                         | –                         |
| 37. Woche 1 Woche | 1                                      | David Gilmour                          | Luck and Strange                       | –                         |
| 38.–39. Woche 2 Wochen | 2                                      | Matuê                                  | 333                                    | –                         |
| 40. Woche 1 Woche (insgesamt 5) | 5                                      | Sabrina Carpenter                      | Short n’ Sweet                         | –                         |
| 41. Woche 1 Woche | 1                                      | Coldplay                               | Moon Music                             | –                         |
| 42.–43. Woche 2 Wochen (insgesamt 5) | 5                                      | Sabrina Carpenter                      | Short n’ Sweet                         | –                         |
| 44. Woche 1 Woche | 1                                      | Tyler, the Creator                     | Chromakopia                            | –                         |
| 45. Woche 1 Woche | 1                                      | The Cure                               | Songs of a Lost World                  | –                         |
| 46. Woche 1 Woche (insgesamt 13) | 13                                     | Plutonio                               | Carta de alforria                      | –                         |
| 47. Woche 1 Woche | 1                                      | Linkin Park                            | From Zero                              | –                         |
| 48.–49. Woche 2 Wochen (insgesamt 13) | 13                                     | Plutonio                               | Carta de alforria                      | –                         |
| 50. Woche 1 Woche (insgesamt 4) | 4                                      | Taylor Swift                           | The Tortured Poets Department          | –                         |
| 51. Woche 1 Woche | 1                                      | Stray Kids                             | Hop                                    | –                         |
| 52. Woche 2023 – 2. Woche 2024 3 Wochen (insgesamt 13) | 13                                     | Plutonio                               | Carta de alforria                      | –                         |